# Cojocna
Cojocna es una comuna de Rumania, en el distrito de Cluj. Su población en el censo de 2002 era de 4.399 habitantes.
- Datos: Q16426185
- Multimedia: Cojocna, Cluj / Q16426185

1. ↑  Worldpostalcodes.org,código postal n.º 407240.